# Jonas von Essen
Sven Christer Jonas von Essen, född 24 april 1991 i Skövde församling, Skaraborgs län, är en svensk friherre och minneskonstnär. Han har deltagit i ett flertal minnestävlingar och frågesporter och blev 2013 och 2014 världsmästare i minne.
Början av hans tävlingskarriär beskrivs i dokumentärfilmen "Sveriges coolaste landslag", som först sändes på SVT och därefter köptes av TV4.

## Karriär
Jonas von Essens första framträdande gjordes i SM i minne 2012, där han också tog sitt första SM-guld. Samma år tog han även brons i VM i minne. Året därpå vann han åtta minnestävlingar, däribland VM i minne.
Vid minnes-SM 2014 tog von Essen sitt tredje raka SM-guld och klarade dessutom att minnas 380 siffror av 400 möjliga i grenen "talade siffror". Därigenom återtog han världsrekordet i talade siffror som han slog under 2013. Då var världsrekordet 318 siffror, vilket dock senare slogs av både Myagmarsuren Tuuruul (337 siffror) och Johannes Mallow (364 siffror) innan han nu återtagit det.

### Svenskt rekord i att memorera decimaler av pi
Den 12 mars 2016 slog han nytt svenskt rekord i att memorera decimaler av pi när han hos Tom Tits Experiment korrekt lyckades läsa upp 13 208 decimaler. Han hade memorerat 15 000 decimaler, men hade fel på en siffra vid 13 209. Han blev därmed den förste minnesatleten att inneha detta rekord i Sverige. Den 7 mars 2020 höjde von Essen rekordet till 24 063 decimaler vilket även var nytt europeiskt rekord.

### TV-medverkan

#### Talang 2018
Han deltog under våren 2018 i TV4:s Talang. I sin audition memorerade han förnamnen på alla 500 personer i publiken, vilket ledde till att David Batra gav honom sin golden buzzer och därmed skickade honom vidare direkt till final.
I finalen avslöjade von Essen att han till denna hade memorerat de första 50 000 decimalerna av pi vilket sedan testades av juryn. Han var en av de tre som fick flest röster i finalen men segern gick till operasjungande Madeleine Hilleard.

#### Smartare än en femteklassare 2020
Han deltog våren 2020 i SVT:s Smartare än en femteklassare, där han var kändistävlande som skulle skänka bort sina vunna pengar till välgörenhet. Han tog sig igenom hela sitt läxförhör fram till den låsta sista frågan som skulle kunna ge honom 250 000 kronor. Han valde att öppna den sista frågan om de galileiska månarna, svarade rätt och vann 250 000 kronor som gick till välgörenhet. Han blev därmed den femte tävlande som fick kalla sig för smartare än en femteklassare.

#### Muren
Jonas von Essen deltog våren 2021 i SVT:s Muren. Han vann över Muren och svarade även rätt på finalfrågan vilket gjorde att han vann 100 000 kronor.

#### Postkodmiljonären
I januari 2023 deltog von Essen i Postkodmiljonären i TV4. Han svarade rätt på samtliga frågor och vann därmed den högsta vinsten, en miljon kronor.

#### Jeopardy
24 april 2023 deltog von Essen i Jeopardy på Kanal 5 där han i finalen vann mot Hanna Dorsin och Anna Charlotta Gunnarson och därmed fick titeln stormästare. Vinstsumman på 51 400 valde han att skänka till organisationen Läkare Utan Gränser. Jeopardy valde att lägga till 100 000 över själva vinstsumman som även de ska skänkas till organisationen.

## Familj
Jonas von Essen tillhör den friherrliga ätten von Essen nr 158. Han är son till privatrådgivaren Carl von Essen och tandläkaren Ann von Essen, född Seipel. Om hans släkting  Henrik von Essen ej får någon son kommer Jonas von Essen att bli ättens huvudman vid dennes död.